# TSB Newsリアルタイム
『TSB Newsリアルタイム』（ティーエスビー ニュースリアルタイム）は、2006年4月3日から2007年9月28日までテレビ信州（TSB）で平日夕方と土曜日夕方に生放送されていた報道番組である。2007年10月以降は土曜版のみが放送されている。

## 概要
日本テレビ『NNNニュースプラス1』の終了と『NNN Newsリアルタイム』の開始を受けて放送開始。TSBでは2001年4月以降、平日夕方のローカルニュースを夕方ワイド番組『ゆうがたGet!プラス1』に内包する番組編成が取られていたが、この『TSB Newsリアルタイム』の開始によって再びローカルニュース枠を完全に切り離す形になった。ただし、一部の新聞とインターネット上にある番組表では、『NNN Newsリアルタイム』と『TSB Newsリアルタイム』を一括りに掲載しているケースも見られた。
キャスターには、伊東秀一（TSBアナウンサー）が『ニュースプラス1信州』から続投起用。また、2006年3月末まで『ゆうがたGet!プラス1』の司会を務めていた加納美也子（当時TSBアナウンサー）も起用された。
平日版は1年半で『TSB Newsリアルタイム』としての放送を終了し、その翌月に『TSB NEWS 報道ゲンバ』へとリニューアルした。

## 出演者

### 平日
キャスター
- 伊東秀一（TSBアナウンサー）
- 加納美也子（当時TSBアナウンサー）

コメンテーター
- 久能靖（月曜日 - 、元日本テレビアナウンサー・報道記者）

気象予報士
- 榊原淳子

### 土曜日
- シフト勤務

## 放送時間
いずれもJST。

### 平日
- 月曜日 - 金曜日 18:16 - 19:00（2006年4月3日 - 2007年9月28日）

### 土曜日
- 土曜日 18:00 - 18:30（2006年4月8日 - 2009年3月28日）
- 土曜日 17:30 - 18:00（2009年4月4日 - 2010年3月27日）

## タイムテーブル

### 平日
- 17:50 NNN Newsリアルタイム - 『ゆうがたGet!』からステーションブレイク無しで接続。
- 18:16 オープニング・ニュース - 『NNN Newsリアルタイム』からステーションブレイク無しで接続。
- 18:36 エンタメSPORTS - 日本テレビとの同時ネットだったが、最後までは放送されないことが多かった。不定期でコーナー全編が休止にされることもあった。「エンタメSPORTS」飛び降り後、長野県内のスポーツニュースを伝える場合があった。
- 18:42 天気予報 - 火曜日・木曜日のみ「八十二ウェザーリポート」（提供：八十二銀行）のコーナータイトルで放送。予報提供はウェザーニュースで、天気予報のみステレオ放送。
- 18:57 エンディング

## オープニング
2006.4 - 2006.12
ニュース映像を背景に独自のBGM・タイトルアニメ。比較的シンプルなものであった。
2007.1 -
『Newsリアルタイム』の17時台（16:53）オープニングの一部を流用（TSBは17時台をネットしていない）。BGMは18時台（17:50）に使われているショートバージョン。

## 備考
- 番組で使用されるテロップは『NNN Newsリアルタイム』と同仕様のもので、アニメーションもほぼ同じ。
- 1991年4月1日にTSBがNNN/NNSのフルネットへ移行した後、夕方のローカルニュースのタイトルには、この番組が開始されるまでほぼ全期間で信州を冠していたが（『ニュースプラス1信州』など）、この番組ではタイトルから“信州”を外し、略称の“TSB”がタイトルに冠するようになった。なお、夕方のローカルニュースのタイトルで略称が冠されたのは、ANNとのクロスネット時代の『TSB 600ステーション』以来。

## TSB歴代夕方のニュース
- 1987年10月19日 - 1989年3月31日：『信州TODAY』
- 1989年4月3日 - 1989年9月30日：『TSBニュースシャトル』
- 1989年10月2日 - 1991年3月29日：『TSB 600ステーション』（ここまでANN主体）
- 1991年4月3日 - 2006年3月31日：『ニュースプラス1信州』（ここからNNN主体）
- 2006年4月3日 - 2007年9月28日：『TSB Newsリアルタイム』
- 2007年10月1日 - 2014年9月26日：『TSB NEWS 報道ゲンバ』
- 2014年9月29日 - 2019年3月29日：『報道ゲンバ Face』
- 2019年4月1日 - 現在：『news every.』